# Emily Kagan
Pour les articles homonymes, voir Kagan.
Emily Kagan née le 14 juillet 1981 à Bangor dans le Maine (États-Unis), est une pratiquante de MMA américaine évoluant au sein de l'organisation Ultimate Fighting Championship dans la catégorie des poids pailles.

## Palmarès en MMA
| 6 combats      | 3 victoires | 3 défaites |
| Par KO         | 0           | 0          |
| Par soumission | 0           | 2          |
| Sur décision   | 3           | 1          |

| Résultat | Record | Adversaire     | Méthode                           | Événement                                               | Date             | Round | Temps | Lieu                                     | Notes |
| -------- | ------ | -------------- | --------------------------------- | ------------------------------------------------------- | ---------------- | ----- | ----- | ---------------------------------------- | ----- |
| Défaite  | 3–3    | Kailin Curran  | Soumission (étranglement arrière) | UFC Fight Night: Namajunas vs. VanZant                  | 10 décembre 2015 | 2     | 4:13  | Las Vegas, Nevada, États-Unis            |       |
| Défaite  | 3–2    | Angela Hill    | Décision unanime                  | The Ultimate Fighter: A Champion Will Be Crowned Finale | 12 décembre 2014 | 3     | 5:00  | Las Vegas, Nevada, États-Unis            |       |
| Victoire | 3–1    | Ashley Cummins | Décision partagée                 | Invicta FC 6: Cyborg vs. Coenen 2                       | 13 juillet 2013  | 3     | 5:00  | Kansas City, Missouri, États-Unis        |       |
| Défaite  | 2–1    | Rose Namajunas | Soumission (étranglement arrière) | Invicta FC 4: Esparza vs. Hyatt                         | 5 janvier 2013   | 3     | 3:44  | Kansas City, Kansas, États-Unis          |       |
| Victoire | 2–0    | Glena Avila    | Décision partagée                 | Dakota FC 13: Coming Home                               | 13 octobre 2012  | 3     | 5:00  | Grand Forks, Dakota du Nord, États-Unis  |       |
| Victoire | 1–0    | Lynae Lovato   | Décision unanime                  | Jackson's MMA Series 9                                  | 8 septembre 2012 | 3     | 5:00  | Albuquerque, Nouveau-Mexique, États-Unis |       |